# バレーボールアメリカ合衆国男子代表
バレーボールアメリカ合衆国男子代表／バレーアメリカ合衆国男子代表（バレーボールアメリカがっしゅうこく だんしだいひょう、英語: United States men's national volleyball team）は、バレーボールの国際大会で編成されるアメリカ合衆国の男子バレーボールナショナルチーム。

## 概要
他国に先駆けて1980年代中盤に、二人制サーブレシーブシステム、スーパーエースシステム（セッター対角に一番攻撃力のあるエースを配置）、バンチリードブロック（ダグ・ビル監督の考案）、アナリストとPCを駆使したリアルタイムデータバレーなど、画期的な戦法を考案した。
なお、アメリカのバレーボール代表は元より、女子代表と比較してもアフリカ系選手の数は少ない。競技人口に占める割合自体が少ない可能性がある。

## 歴史
1947年に国際バレーボール連盟へ加盟。1980年代に入るまで中堅国に過ぎなかったが、1984年の自国で行われたロサンゼルスオリンピックで強豪を倒し、金メダルを獲得。このロサンゼルスオリンピックではソ連が参加をボイコットしたため、ソ連が出場していなかったおかげで優勝できたと言われたが、1988年のソウルオリンピックの決勝で宿敵のソ連を破り、2連覇を果たした。1980年代後半は世界選手権、ワールドカップでも金メダルを獲得するなど、輝かしい成績を残した。
2008年北京五輪では決勝で2002年以降の主要大会で全て優勝してきたブラジルを破り、金メダルを獲得した。メダルの獲得は1992年バルセロナ五輪以来16年ぶりだが、金メダルとしての獲得は1988年ソウル五輪以来、20年ぶりである。

## 過去の成績

### オリンピックの成績
| - 1964年 - 9位 - 1968年 - 7位 - 1972年 - 不出場 - 1976年 - 不出場 - 1980年 - 不参加 - 1984年 - 金メダル | - 1988年 - 金メダル - 1992年 - 銅メダル - 1996年 - 9位 - 2000年 - 11位 - 2004年 - 4位 - 2008年 - 金メダル | - 2012年 - 5位 - 2016年 - 銅メダル - 2020年 - 10位 - 2024年 - 銅メダル |

### 世界選手権の成績
| - 1949年 - 不参加 - 1952年 - 不参加 - 1956年 - 6位 - 1960年 - 7位 - 1962年 - 不出場 - 1966年 - 11位 - 1970年 - 18位 | - 1974年 - 13位 - 1978年 - 19位 - 1982年 - 13位 - 1986年 - 金メダル - 1990年 - 13位 - 1994年 - 銅メダル - 1998年 - 9位 | - 2002年 - 9位 - 2006年 - 10位 - 2010年 - 6位 - 2014年 - 7位 - 2018年 - 銅メダル - 2022年 - 6位 |

### ワールドカップの成績
| - 1977年 - 10位 - 1985年 - 優勝 - 1989年 - 4位 - 1991年 - 3位 - 1995年 - 4位 - 1999年 - 4位 | - 2003年 - 4位 - 2007年 - 4位 - 2011年 - 6位 - 2015年 - 優勝 - 2019年 - 3位 |  |

### 北中米選手権の成績
| - 1969年 - 3位 - 1971年 - 準優勝 - 1973年 - 優勝 - 1975年 - 3位 - 1977年 - 5位 - 1979年 - 5位 - 1981年 - 準優勝 - 1983年 - 優勝 - 1985年 - 優勝 - 1987年 - 準優勝 | - 1989年 - 3位 - 1991年 - 準優勝 - 1993年 - 準優勝 - 1995年 - 準優勝 - 1997年 - 準優勝 - 1999年 - 優勝 - 2001年 - 準優勝 - 2003年 - 優勝 - 2005年 - 優勝 - 2007年 - 優勝 | - 2009年 - 準優勝 - 2011年 - 準優勝 - 2013年 - 優勝 - 2015年 - 出場撤回 - 2017年 - 優勝 - 2019年 - 準優勝 - 2021年 - 5位 - 2023年 - 優勝 |

## 現在の代表
2024年パリオリンピックに登録されたメンバー。
| 監督                  | カーチ・キライ               | カーチ・キライ | カーチ・キライ | カーチ・キライ             | カーチ・キライ | カーチ・キライ |
| No.                   | 選手名                       | シャツネーム   | 身長           | 2023-24所属チーム          | P              | 備考           |
| 1                     | マット・アンダーソン         | Anderson       | 208            | ジラトバンク・アンカラ     | OP             |                |
| 2                     | アーロン・ラッセル           | Russell        | 205            | JTサンダーズ広島           | OH             |                |
| 4                     | ジェフリー・ジェンドリック   | Jendryk        | 205            | プリズマ・バレー           | MB             |                |
| 5                     | カイル・エンシング           | Ensing         | 201            | サンナザール・VBA          | OP             | (A)            |
| 8                     | トリー・デファルコ           | DeFalco        | 198            | レソヴィア (バレーボール)  | OH             |                |
| 11                    | マイカ・クリステンソン       | Christenson    | 198            | ゼニト・カザン             | S              | キャプテン     |
| 12                    | マックスウェル・ホルト       | Holt           | 208            | 北京汽車男子排球倶楽部     | MB             |                |
| 14                    | マイカ・マア                 | Ma'a           | 192            | ハルクバンク・アンカラ     | S              |                |
| 17                    | トーマス・ジェスキー         | Jaeschke       | 198            | パナソニック・パンサーズ   | OH             |                |
| 18                    | ギャレット・ムアグトゥティア | Muagututia     | 195            | スポル・トト               | OH             |                |
| 19                    | テイラー・エイブリル         | Averill        | 201            | プロジェクト・ワルシャワ   | MB             |                |
| 20                    | デービット・スミス           | Robinson       | 203            | ZAKSA ケンジェジン・コジレ | MB             |                |
| 22                    | エリック・ショージ           | Shoji          | 184            | ZAKSA ケンジェジン・コジレ | L              |                |
| (A)は代替選手を指す。 |                              |                |                |                            |                |                |

## 歴代監督
- ハリー・ウィルソン(1964)
- ジム・コールマン(1968)
- ダグ・ビール（英語版） (1977-84, 1997-2005)
- マーヴィン・ダンフィー（英語版） (1985-88)
- フレッド・スターム(1989-1996)
- ヒュー・マッカーチョン (2005-08)
- アラン・ナイプ（英語版） (2009-12)
- ジョン・スパロー（英語版） (2013-24)
- カーチ・キライ（2024-）

## 歴代コーチ
- ゲーリー・サトウ

## 歴代代表選手

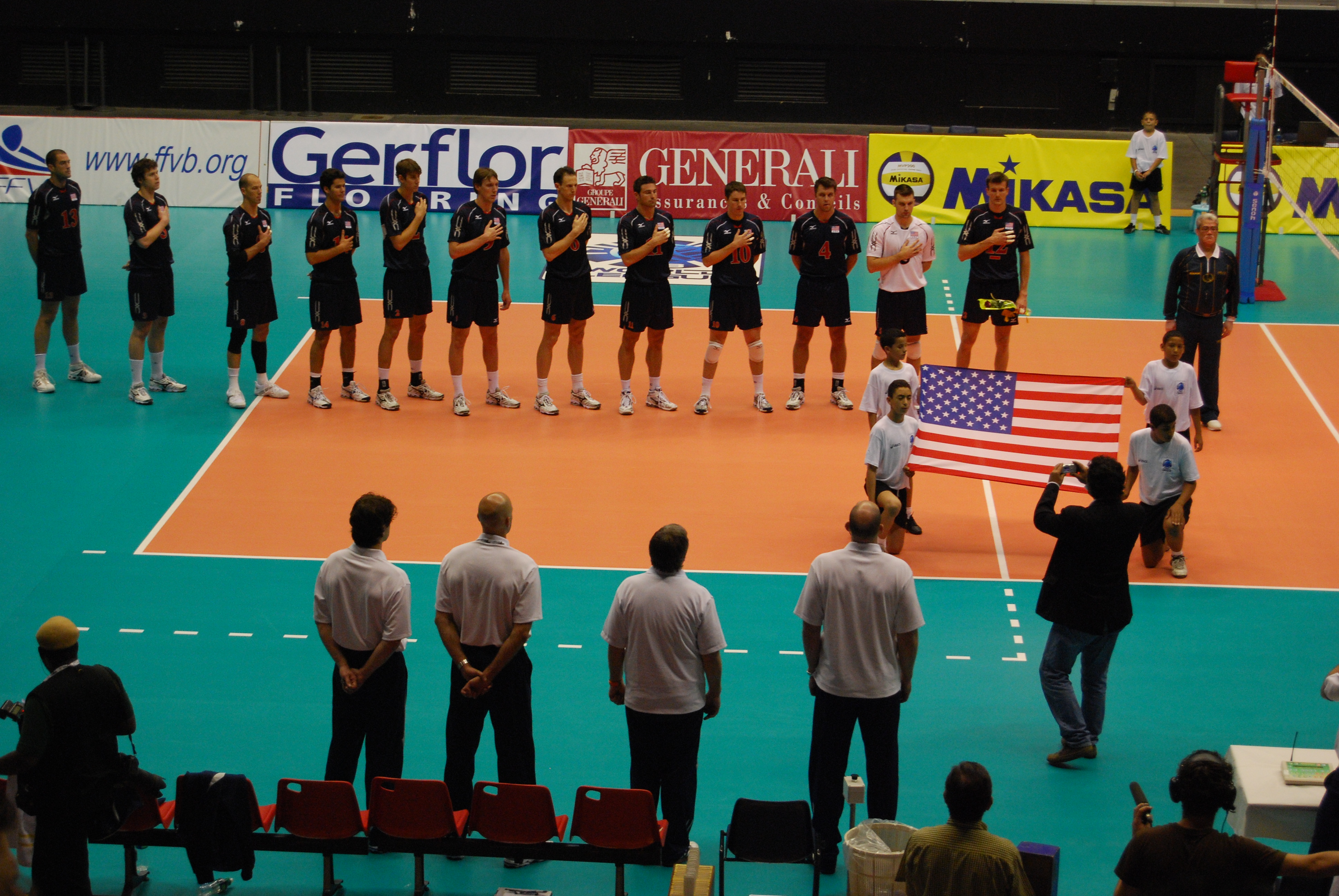
2007年アメリカ合衆国男子代表

- カーチ・キライ
- スティーブ・ティモンズ
- ボブ・ストブルトリック
- クレイグ・バック
- ジェフ・ストーク
- ダグ・パーティ
- スコット・フォーチュン
- ロバート・サミュエルソン
- エリック・サトウ
- アダム・ジョンソン
- ロイ・ボール
- トーマス・ホフ
- ライアン・ミラー
- ガブリエル・ガードナー
- ウィリアム・プリディ
- ライリー・サーモン
- クレイトン・スタンリー
- ショーン・ルーニー
- デービッド・リー
- リチャード・ランボーン
- ケビン・ハンセン
- スコット・タウジンスキー
- ギャレット・ムアグトゥティア
- ラッセル・ホームズ
- マット・アンダーソン
- マックスウェル・ホルト
- マイカ・クリステンソン
- テイラー・サンダー
- アーロン・ラッセル
- エリック・ショージ
- ベンジャミン・パッチ
- ジェフリー・ジェンドリック
- カイル・エンシング
- トリー・デファルコ